# Петрос Мавроміхаліс
Петрос Мавроміхаліс (грец. Πέτρος Μαυρομιχάλης), більш відомий як Петро-бей (грец. Πετρόμπεης, тур. Petro Bey); 1765–1848) — найвідоміший представник родини Мавроміхаліс, служив Османській імперії, здобув титул бея та набув на батьківщині величезного, майже царського авторитету.

## Життєпис
1821 року долучився до повстання проти османського володарювання, 1823 року був обраний главою тимчасового уряду, надалі був активним учасником всіх політичних процесів. Протистояв урядові Іоанна Каподистрії, в результаті чого був ув'язнений та звільнився лише після смерті останнього.
Повернувся до активної політичної діяльності, був членом Національних зборів 1832 року, а пізніше — членом сенату.
Помер в Афінах 1848 року.